# Esquema de pirámide
En economía se conoce como
esquema de pirámide,
esquema piramidal,
fraude de pirámide empresarial o
estafa piramidal

La insostenibilidad geométrica del progreso de un esquema clásico de pirámide.

a un esquema de negocios en el cual los participantes tienen que recomendar y captar (referir) a más clientes con el objetivo de que los nuevos participantes produzcan beneficios a los participantes originales.
Se requiere que el número de participantes nuevos sea mayor al de los existentes; por ello se le da el nombre de pirámide. Estas pirámides son consideradas estafas o timos y se conocen por muchos otros nombres populares, tales como
timos en pirámide,
esquema multinivel,
nube de dinero,
fractales de dinero,
flores de dinero,
células de la abundancia,
mandalas,
tableros o
círculos de la plata.
Un esquema piramidal solo puede mantenerse mientras existan nuevos participantes en cantidad suficiente. Cuando la población de posibles participantes se satura, los beneficios de los participantes originales disminuyen y la mayoría de los participantes terminan sin beneficio alguno tras haber financiado las ganancias de los primeros.
Este tipo de sistema se considera ilegal en muchos países, como
Alemania,
Australia,
Bulgaria,
Canadá,
Chile,
China,
Colombia,
Ecuador,
El Salvador,
España,
Estados Unidos,
Filipinas,
Francia,
Irán,
Japón,
Malasia,
México,
Nepal,
Noruega,
Nueva Zelanda,
Perú,
Reino Unido,
República Dominicana,
Rumania,
Sri Lanka,
Sudáfrica,
Tailandia y
Venezuela.
Algunos planes de supuesto marketing multinivel también han sido clasificados como esquemas piramidales.

## Tipos de pirámides
En las pirámides abiertas (por ejemplo, células de la abundancia), los participantes conocen la estructura del negocio y por ello no deberían darse por engañados. Sin embargo, estas pirámides funcionan porque muchos participantes no son informados ni entienden el concepto de saturación (exceso en la oferta de productos), o porque apuestan a estar lo suficientemente arriba en la pirámide como para percibir beneficios antes de dicha saturación del mercado.
En las pirámides cerradas (por ejemplo, esquema Ponzi), una persona o institución funciona como dueño de la pirámide pero se presenta como un mediador de inversiones. Así, el dueño de la pirámide recibe de los participantes aportaciones que promete invertir de nuevo y, al cabo de un tiempo, devolver la inversión inicial con muy altos intereses. Sin embargo, no existen tales inversiones, sino que se utilizan los aportes de los últimos participantes para sumar los intereses y devolver las aportaciones a los primeros participantes.
El retorno esperado de inversión en una pirámide abierta suele ser mucho más alto que en una pirámide cerrada; generalmente entre el 800 y el 900 % de una pirámide abierta contra el 150 a 300 % de una pirámide cerrada típica. A medida que se satura la población objetivo, el retorno será mucho menor del esperado y la mayor parte de los participantes, sobre todo los que lo hicieron en último lugar, habrá perdido totalmente la inversión. Las pirámides abiertas de muy alto rendimiento podrían asimilarse a una lotería, mientras que las pirámides cerradas son generalmente tomadas como estafas o timos.
Hay quienes incluyen a las ventas multinivel como esquemas piramidales de negocios, ya que los clientes de un producto reciben beneficios por captar nuevos clientes; beneficios que pueden llegar a ser ganancias netas en las cuales el cliente original obtiene el producto más una ganancia monetaria mayor a la invertida. Otros, en cambio, consideran que, al mediar la comercialización de un producto y si no se obtienen beneficios al recomendar a alguien que efectivamente se afilie al sistema pero no consuma (o haga pedidos) de los productos o servicios que se comercializan, el esquema de ventas multinivel no constituye una pirámide ya que el cliente siempre va a recibir un «beneficio» (el producto o servicio) aun cuando no refiera nuevos clientes. No obstante, existen sistemas de negocios piramidales ocultos detrás de algunos aparentes sistemas de comercialización multinivel que ponderan la afiliación al sistema despreciando el producto a comercializar, logrando con ello la falsa creencia de que una vez aprendido a la perfección el sistema o después de un largo proceso de intentos fallidos, el sistema retribuirá la inversión realizada.

## Relación con el marketing multinivel
Los negocios de marketing multinivel (MLM) se han visto relacionados con esquemas piramidales.
En España queda claramente diferenciada en la Ley de Comercio Minorista, una actividad ilegal de tipo piramidal según el artículo 23, y otra lícita como es la venta multinivel en el artículo 22 del Boletín oficial del Estado (BOE):

1. La venta multinivel constituye una forma especial de comercio en la que un fabricante o un comerciante mayorista vende sus bienes o servicios a través de una red de comerciantes y/o agentes distribuidores independientes, pero coordinados dentro de una misma red comercial y cuyos beneficios económicos se obtienen mediante un único margen sobre el precio de venta al público, que se distribuye mediante la percepción de porcentajes variables sobre el total de la facturación generada por el conjunto de los vendedores integrados en la red comercial, y proporcionalmente al volumen de negocio que cada componente haya creado. A efectos de lo dispuesto en este artículo, los comerciantes y los agentes distribuidores independientes se considerarán en todo caso empresarios a los efectos previstos en el texto refundido de la Ley General para la Defensa de los Consumidores y Usuarios, y otras leyes complementarias. 

 2. Queda prohibido organizar la comercialización de bienes y servicios cuando: 

 a) Constituya un acto desleal con los consumidores conforme a lo previsto en el artículo 26 de la Ley 3/1991, de 10 de enero, de Competencia Desleal. 

 b) No se garantice adecuadamente que los distribuidores cuenten con la oportuna contratación laboral o cumplan con los requisitos que vienen exigidos legalmente para el desarrollo de una actividad comercial. 

 c) Exista la obligación de realizar una compra mínima de los productos distribuidos por parte de los nuevos vendedores, sin pacto de recompra en las mismas condiciones. 

 4. En ningún caso el fabricante o mayorista titular de la red podrá condicionar el acceso a la misma al abono de una cuota o canon de entrada que no sea equivalente a los productos y material promocional, informativo o formativo entregados a un precio similar al de otros homólogos existentes en el mercado y que no podrán superar la cantidad que se determine reglamentariamente. 

 En los supuestos en que exista un pacto de recompra, los productos se tendrán que admitir a devolución siempre que su estado no impida claramente su posterior comercialización.
Boletín oficial del Estado, ref. BOE-A-2009-21162

Según la Comisión Federal de Comercio de los Estados Unidos, muchos esquemas MLM «simplemente usan el producto para esconder su estructura piramidal». Aunque algunas llaman a los MLM en general «ventas piramidales», otros usan el término para referirse a esquemas piramidales ilegales camuflados como marketing multinivel.
La Comisión Federal de Comercio de Estados Unidos advierte que «es mejor no involucrarse en planes donde el dinero que ganas está basado principalmente en el número de distribuidores que reclutas y lo que le vendes a ellos, en lugar de en tus ventas a personas fuera del plan que deseen usar los productos».
Algunas autoridades afirman que el marketing multinivel en general no es otra cosa que esquemas piramidales legalizados.

## Principio de un esquema piramidal

### Pirámide abierta
En una pirámide abierta un participante A es reclutado por un participante anterior B, el cual posee una lista de participantes previos, por ejemplo E-D-C-B. El participante B debe asegurarse que A pague una cantidad {\displaystyle x} a la cabeza de la lista E, y entrega una nueva lista a A, con el compromiso de que A reclute a dos o tres participantes más. En la nueva lista se elimina a E, pasando D a la cabeza y agregando a A, siendo la nueva lista D-C-B-A.
La cantidad {\displaystyle x}, el tamaño de la lista {\displaystyle n} y el número de personas que se debe reclutar {\displaystyle p} son fijos, y la ganancia esperada es de {\displaystyle x\cdot p^{n}}, lo que implica un retorno esperado de la inversión de {\displaystyle p^{n}\cdot 100\%}.
En el ejemplo, con una lista de cuatro participantes y cada participante reclutando dos nuevas personas, el retorno esperado es de 1600 %. Si la inversión es de 100 dólares, el retorno podría ser de 1600 dólares. Este retorno se logra en la medida en la que los participantes puedan reclutar el número asignado de nuevos participantes y no existan trampas, como colocarse en un lugar más privilegiado de la lista. Esto requiere un crecimiento exponencial que rápidamente saturará la población objetivo.
En este ejemplo, en una ciudad de un millón de habitantes donde el 10 % sean proclives a participar y asumiendo que los nuevos reclutas ocurren a un ritmo homogéneo, una lista original de cuatro participantes alcanzará el tope de población tras pocos niveles.
| Posición | Interacción | Personas en la posición | cantidad por persona | total      | cantidad recibida | por persona |
| -------- | ----------- | ----------------------- | -------------------- | ---------- | ----------------- | ----------- |
| 1        |             | 1                       | $0                   | $0         | $200              | $200        |
| 2        |             | 1                       | $0                   | $0         | $400              | $400        |
| 3        |             | 1                       | $0                   | $0         | $800              | $800        |
| 4        |             | 1                       | $0                   | $0         | $1600             | $1600       |
| 5        | 1           | 2                       | $100                 | $200       | $3200             | $1600       |
| 6        | 2           | 4                       | $100                 | $400       | $6400             | $1600       |
| 7        | 3           | 8                       | $100                 | $800       | $12 800           | $1600       |
| 8        | 4           | 16                      | $100                 | $1600      | $25 600           | $1600       |
| 9        | 5           | 32                      | $100                 | $3200      | $51 200           | $1600       |
| 10       | 6           | 64                      | $100                 | $6400      | $102 400          | $1600       |
| 11       | 7           | 128                     | $100                 | $12 800    | $204 800          | $1600       |
| 12       | 8           | 256                     | $100                 | $25 600    | $409 600          | $1600       |
| 13       | 9           | 512                     | $100                 | $51 200    | $819 200          | $1600       |
| 14       | 10          | 1024                    | $100                 | $102 400   | $1 638 400        | $1600       |
| 15       | 11          | 2048                    | $100                 | $204 800   | $3 276 800        | $1600       |
| 16       | 12          | 4096                    | $100                 | $409 600   | $3 446 200        | $841        |
| 17       | 13          | 8192                    | $100                 | $819 200   | $0                | $0          |
| 18       | 14          | 16 384                  | $100                 | $1 638 400 | $0                | $0          |
| 19       | 15          | 32 768                  | $100                 | $3 276 800 | $0                | $0          |
| 20       | 16          | 34 462                  | $100                 | $3 446 200 | $0                | $0          |
| 21       | 17          | 0                       |                      | $0         | $0                | $0          |

En total, de 100 000 participantes, 4095 perciben el valor esperado (4098 con los tres cabezas originales de la lista que saben que percibirán menos de los 1600 dólares), 4096 personas perciben menos de lo esperado y 91 806 no perciben cantidad alguna.
Cuanto mayor sea el retorno esperado, más rápido se puede saturar a la población objetivo. Sin embargo, el esquema puede funcionar por algún tiempo mayor al número de interacciones previstas porque no todo el reclutamiento sucede al mismo ritmo, muchos de los beneficiados reinvierten y, en ocasiones, alguna lista puede saltar a otras poblaciones.

### Pirámide cerrada
Una pirámide cerrada tiene un gestor o dueño el cual administra todos los pagos. El esquema subyacente es similar a una pirámide abierta, donde los nuevos clientes pagan las ganancias de los clientes anteriores pero con algunas diferencias.
1. Los clientes no saben que son participantes de una pirámide aunque podrían sospechar y, al igual que un participante de una pirámide abierta, decidir participar por la expectativa de ganancias antes de que la pirámide se quiebre. Generalmente, el dueño de la pirámide vende la idea de que hay una inversión de muy alta rentabilidad detrás del negocio.
2. Las cantidades no son necesariamente fijas, ni el número de referidos (reclutados), ni el tamaño de la lista; pero, comparándolo al modelo de la pirámide abierta clásica, es equivalente a una lista corta con un número corto de referidos necesarios. Esto garantiza menores rendimientos aunque, por otro lado, garantiza que la población no se sature rápidamente.
3. El gestor o dueño de la pirámide toma una parte importante de las cantidades percibidas antes de pagar a los inversionistas anteriores.

En un esquema similar a la pirámide abierta con {\displaystyle n=2} y {\displaystyle p=2}, por cada $100 invertidos el cliente podría esperar 400 dólares. Sin embargo, la promesa del gestor de la pirámide es retornar 300 dólares. Si las mismas 100 000 personas invierten 100 dólares cada una, cerca de 16 383 personas reciben retornos similares a los prometidos (300 dólares), unos 16 384 reciben un retorno inferior pero con ganancias y 67 233 pierden todo, mientras que el gestor gana $2 500 000.
No obstante, el esquema puede funcionar por un mayor tiempo que el esperado en una pirámide abierta por varios motivos, que incluyen:
1. El retorno de la inversión puede ser similar a inversiones legítimas como el mercado accionista o la especulación de divisas, lo que permite que personas que no participarían normalmente en una pirámide sean tentadas por un negocio.
2. Monopolio de la información. El gestor de la pirámide es el único que sabe que se trata de una pirámide y puede justificar retornos inferiores a los prometidos debido a fluctuaciones del mercado en la supuesta inversión.
3. Más inversionistas están interesados en reinvertir y en invertir cada vez mayores valores.

## Escándalos

El mapa muestra los países (en verde) donde los esquemas piramidales son ilegales (2018).

### Albania
Ningún otro país se ha visto tan profundamente afectado por los esquemas piramidales como Albania, al punto que el final fallo de estos esquemas casi que le desencadena una guerra civil, conociendose como la Rebelión en Albania de 1997.

### Argentina
En Argentina se dieron diferentes versiones de esta estafa, popularmente conocidas como El Avión (donde se entra como pasajero y se llega, en teoría, a ser el piloto), o uno de los más conocidos, El Telar (o flor, o mandala) de la abundancia", en este último caso se usó como excusa el movimiento feminista y un discurso feminista de "economía solidaria", "empoderamiento femenino", un plan de "deseos" y "energías", y una promesa casi mágica de recibir hasta ocho veces el dinero que se aporta, con "guardianas" y "hermanas mayores", jefas de las estructuras con mayor carisma y poder de organización en posición de ventaja para cobrar las regalías. Lograron captar cientos de mujeres que caían en la trampa de la estafa piramidal por desconocimiento, a tal punto que la Procuraduría de Criminalidad Económica y Lavado de Activos (PROCELAC) difundió reiteradamente (en 2016 y 2019) precauciones para evitar ser víctima de estafas piramidales mencionando específicamente el caso del Telar, e incluso se llegó a detener a una mujer en Chamical, La Rioja, con más de 300 denuncias en la Justicia penal riojana por una estafa de más de siete millones de pesos, la cual sufrió amenazas y agresiones varias.
Personalidades públicas como Jazmín Stuart y la música e intérprete Fabiana Cantilo (entre otras) fueron engañadas y utilizadas para promocionar el esquema, ocasionando una gran polémica pública por su ingenua participación, que en un principio se creyó complicidad.

### Chile
En Chile, esquemas tipo pirámide se difundieron entre la clase media, principalmente en la clase media/alta de la ciudad de Concepción donde, a finales de 2007, comenzó a expandirse con sumas de un millón de pesos chilenos (unos US$1400) y que luego, en enero de 2008, se degradaría con sumas inferiores al alcance de la clase media/baja.
También se considera como una forma de timo piramidal la llamada Estafa de los quesitos, donde cientos de personas fabricaban de manera artesanal este producto para venderlo a supuestos exportadores que, a su vez, los venderían en el extranjero, lo cual nunca ocurrió.
Otra estafa de tipo piramidal descubierta el 3 de marzo de 2016 que produjo un mayor impacto, es la llamada estafa de AC Inversions, que ha afectado a más de 5000 personas, por un total estimado en más de CL$ 60 000 millones.

### Colombia
En noviembre de 2008, un esquema piramidal causó una crisis económica en el sur de Colombia.
Según datos del Observatorio Económico de Pasto, un documento que semestralmente elabora la Cámara de Comercio de San Juan de Pasto con ayuda de otras entidades reveló que, en el primer semestre de 2008, el Departamento de Nariño bajó su productividad en un 4,1 % al igual que el consumo, especialmente en víveres, abarrotes, licores y, en general, la industria agroalimentaria. Lo cual, se presume, es debido al fenómeno de las pirámides (especialmente Proyecciones D.R.F.E. y DMG) con una gran actividad en dicho Departamento. Esto se debe, según se explica, a la escasez de trabajadores en el campo ya que prefirieron ganar su sustento por medio de las pirámides antes que trabajar.
| Pirámide                      | Número de afectados | Cantidad estafa                              | Promesa |
| ----------------------------- | ------------------- | -------------------------------------------- | --- |
| Proyecciones D.R.F.E.         | 6 millones          | 2 billones de pesos                          | 70 % de interés mensual, pero en el mes de septiembre subieron a un 150 % mensual. Mínimo a invertir: 2 millones.                                                                   |
| David Murcia Guzmán DMG       | 0,5 millones        | Ingresos de 72 000 millones de pesos en 2007 | Pago de interés de hasta 150 % en seis meses. Se ingresa comprando una tarjeta prepago de 50 000 pesos a 50 millones de pesos y suministrando teléfonos de, al menos, 3 reclutados. |
| María Rojas (Pasto)           | no disponible       | 70 000 millones de pesos                     | De un millón, se pagaba $700.000 cada 15 días hábiles, por 4 veces, y se descontaba por cada millón de pesos el diez por ciento que el cliente recibía en productos conocidos.      |
| Futuro en Red - Wilson Obando | 80 000 personas     | 5000 millones                                | Aporte de 50 000 pesos para recibir 4 millones en 8 meses |
| MultiInversiones de los Andes |                     | 5000 millones                                | No disponible |
| Red Line                      |                     | 10 000 millones                              | |

#### Lista de algunas pirámides ilegales
- Airbit Club[26]
- Global Tranding Club (Colombia)[26]
- One Coin (Colombia)[26]
- Proyecciones DRFE[20]
- PrestaMitos (Grupo Esdinero), de España[27]
- Two Bitcoin (Colombia)[26]
- UR-Coin (Colombia)[26]

#### Legislación colombiana
Desde 1982 se procesa, en Colombia, la captación masiva y habitual de dinero como delito penal por parte de personas o compañías no autorizadas. Esto es, que toda persona o institución que preste servicios financieros debe estar autorizada por la Superintendencia Financiera, o incurrirá en un delito. Esta tipificación se ha pretendido aplicar a los esquemas Ponzi e, incluso, a las pirámides abiertas.
A raíz del escándalo desatado por DFRE en noviembre de 2008, el gobierno decretó un estado de emergencia social y, bajo éste, emitió decretos autorizando a la Superintendencia de Comercio a intervenir y cerrar empresas que se consideren sospechosas de captar dineros del público, prestar dinero a usura o lavar dinero, entre otros delitos financieros.

### España
En España ha habido diferentes tipos de pirámides. Las últimas conocidas han sido las células de la abundancia, sistema basado en la solidaridad entre las personas que prometía altos rendimientos. Cuando la argucia se desmontó, los que habían cobrado desaparecieron dejando a miles de personas sin su dinero.
Sistemas más sofisticados, pero basados en el mismo engaño, han sido El arca de Noé y Krisol universal. Este último se dedica a convencer a incautos de que regalen 300 euros para cambiar el mundo y, de paso, llenar los bolsillos de los creadores (varios de ellos parecen ser los mismos que los de "El arca de Noé").
En España los esquemas de pirámide funcionaron con el nombre de células de la abundancia. El primer fraude piramidal del que se tiene noticia se atribuye a Baldomera Larra Wetoret, hija del escritor español Mariano José de Larra. Hacia los años setenta del siglo XIX inició sus operaciones, prometiendo al que le dejaba una onza de oro que en un mes se la devolvería duplicada. Operaba a la vista de todos pagando un 30 % mensual con el dinero que le daban los nuevos impositores. Se dijo que llegó a recaudar 22 millones de reales y el reconocido escritor Juan Eduardo Zúñiga cifra los afectados en 5000. Su fama trascendió fronteras, como lo demuestran periódicos de entonces como Le Figaro de París y L'Independance Belge de Bruselas. La quiebra sobrevino en diciembre de 1876 cuando ella desapareció con todo el dinero que pudo, aunque dos años más tarde fue detenida en Francia y fue condenada a seis años de prisión el 26 de mayo de 1879.
En Barcelona estuvieron muy activas a finales de 2007 y en Las Palmas de Gran Canaria a mediados de 2008. También llegaron a Madrid, Andalucía, Tenerife y a otros lugares.
Otros casos de similares características en España fueron Sofico (1974), Stanhome (años 70) Fidecaya (1982), Gescartera (2001) y FinanzasForex.com (2009). Pero la de mayor repercusión fue la llamada "estafa filatélica": el 9 de mayo de 2006 fueron intervenidas dos instituciones, Fórum Filatélico y Afinsa, acusadas de una presunta estafa que dejó sin sus ahorros a más de 465 000 clientes y que causó un agujero patrimonial superior a los 4666 millones de euros. Las empresas vendían sellos sobrevalorados a personas incautas y luego los recompraban por una cantidad algo superior. Sin embargo, los sellos no se revalorizaban realmente.

### Estados Unidos
El 11 de diciembre de 2008 fue detenido Bernard Madoff, financiero estadounidense acusado de una estafa multimillonaria. La estafa podría ser el mayor fraude conocido hasta el momento; cinco veces superior, por ejemplo, a los de WorldCom o Enron. Madoff era propietario de Bernard L. Madoff Investment Securities y de otra firma de asesoramiento de inversiones, la cual sería la implicada en el fraude. Si bien Madoff decía tener una "estrategia patentada", se presume que utilizaba un sistema del tipo del esquema Ponzi: usar el dinero de los inversores nuevos para pagar a los viejos.
En los Estados Unidos, los esquemas piramidales, matriciales y ponzi también son ilegales. Además, cualquiera que participe en esto como participante y gane, aunque sea de buena fe, ha obtenido el dinero de forma ilegal. Cuando la estructura quiebra, un síndico de quiebras puede obligar a los 'ganadores' a reembolsar sus ganancias a través de un acuerdo especial de 'recuperación' (clawback) - con un límite de quiebra de cinco años. Por supuesto, es desafortunado que muchos 'ganadores' hayan reinvertido cantidades aún mayores en el esquema piramidal o el esquema ponzi, por lo que ya han perdido mucho dinero y, en este caso, tienen que pagar aún más.

### Guatemala
Las estafas de parte de financieras “fantasmas” no son algo nuevo en Guatemala. En 1994, Autocasa, Gilsar, Afín S.A. y, más recientemente, Inversiones Prime S.A. e Inversiones Quetzal, dieron cuenta de los ahorros de los guatemaltecos, quienes creyeron en sus ofrecimientos de altas tasas de interés. Los dueños de estas entidades mercantiles desaparecieron, tan misteriosamente como surgieron, y dejaron una secuela de quiebras familiares y hasta empresariales.

### México
Es una estafa realizada en contra de alrededor de 6,000 ahorradores mexicanos por Rafael Antonio Olvera Amezcua, el accionista principal de Ficrea S.A. de C.V., SFP, una sociedad financiera popular avalada y supervisada por la Comisión Nacional Bancaria y de Valores (CNBV) de México.
La notoriedad pública de este fraude surgió el 7 de noviembre de 2014, cuando la CNBV anunció que intervendría en la financiera ante sospechas de lavado de dinero. Con esta acción, quedaron congelados los ahorros de más de 6000 personas, la mayoría de estados como el Distrito Federal, Jalisco, Michoacán, Guanajuato, Puebla, Querétaro, Coahuila, Nuevo León, quienes tenían en la financiera, en conjunto, más de 6000 millones de pesos (unos 414 millones de dólares).
Por ley, la CNBV debía nombrar un interventor para tomar el control de Ficrea, y tenía legalmente un periodo de seis meses antes de decidir si la financiera volvería a operar, si se transformaba o fusionaba con algún banco, o si sería liquidada. El 19 de diciembre de 2014, la CNBV anunció que retiraba a Ficrea la licencia para operar como Sociedad Financiera Popular, regida bajo la Ley de Ahorro y Crédito Popular, con lo que de forma automática se procedía a su liquidación.
Este hecho causó que más de 6000 ahorradores estuvieran en riesgo de perder sus patrimonios. La CNBV anunció como causa de la revocación un monto faltante de 2700 millones de pesos, producto de un fraude de parte del accionista principal, Rafael Antonio Olvera Amezcua, quien desvió esos recursos para comprar vehículos de lujo, edificios y departamentos para uso personal y de su familia.
Fue hasta el 6 de enero de 2015, que jueces mexicanos emitieron órdenes de aprehensión contra Olvera Amezcua por lavado de dinero y delincuencia organizada. El gobierno mexicano reportó que el acusado se encontraba fuera del país y emitió una alerta para que la Policía Internacional (Interpol) realizó su búsqueda por 190 países, para que fuera extraditado a México. En mayo de 2019, fue detenido en Estados Unidos y entregado a las autoridades mexicanas el 2 de marzo de 2022 para hacer frente a las diversas acusaciones en su contra. El 13 de abril de 2022, Olvera Amezcua es vinculado a proceso como presunto responsable de defraudar a más de 6000 personas, en su mayoría adultos mayores, pero también a instituciones gubernamentales, mediante la financiera Ficrea. Actualmente Olvera Amezcua permanece preso en el Reclusorio Sur de la Ciudad de México.
En la actualidad y hace dos años está operando Airbit Club, hasta el día de hoy con más de un millón de "socios" funciona con un esquema piramidal binario, con planes de retiro, y otras artimañas para convencer a las personas que inviertan 250 dólares, 500 o 1000. Y cuya finalidad es atraer nuevos "socios" y así poder aumentar la cantidad de ingresos.

### Portugal
Más recientemente la portuguesa llamada Geteasy, y con posterioridad Viconcept, los cerebros de la operación, son el brasileño/portugués Thiago Fontoura Miranda, y su socio Antonio Loios, famoso por ser un ex sindicalista y paralizar a Portugal en una huelga en los años 1990, fue echado del sindicato. Se calcula que podría haber más de 350.000 afectados en Portugal, Brasil, España (35.000), Francia, Bulgaria, Rumania, Perú, México, Canadá, etc. EL total defraudado se calcula en más de 1000 millones de euros. También aquí aparece Santiago Fuentes Jover que vuelve con su grupo líderes en línea, cuatro piramideros, de los cuales uno murió por ahorcamiento.
La Ordenación de Comercio Minorista prohibió "proponer la obtención de adhesiones o inscripciones con la esperanza de obtener un beneficio económico relacionado con la progresión geométrica del número de personas reclutadas o inscritas".